# Cristopher Toselli
Cristopher Benjamín Toselli Ríos (Antofagasta, 15 giugno 1988) è un calciatore cileno, portiere dell'Universidad de Chile e della Nazionale cilena.

## Carriera

### Club
Cominciò la sua carriera professionale nell'Universidad Católica nel 2007, quando il portiere Rainer Wirth fu prestato al Temuco, facendo di Toselli il terzo portiere per quella stagione.

### Nazionale
Toselli ha fatto anche parte dell'Under-20 del Cile che finì quarto al Campionato sudamericano di calcio Under-20 2007 in Paraguay. Guardò le prime due partite dalla panchina, fino al terzo incontro quando sostituì il giocatore Richard Leyton del Colo-Colo come portiere titolare per il resto del torneo. Era anche inserito nella squadra nazionale del Cile che finì terza al Campionato mondiale di calcio Under-20 2007 in Canada. La sua porta rimase imbattuta per 492 minuti in totale. Nel 2009 ha subito un infortunio al ginocchio, durante il Torneo di Tolone, restando fuori dai campi di gioco per sette mesi.
Ha esordito nella Nazionale maggiore, il 20 gennaio 2010, in Cile-Panama 2-1. Ha partecipato come secondo portiere al Campionato mondiale di calcio Brasile 2014.
Viene convocato per la Copa América Centenario negli Stati Uniti.

## Palmarès

### Club

#### Competizioni nazionali
- Campionato cileno: 1

Universidad Catolica: Clausura 2010
- Copa Chile: 2

Universidad Catolica: 2011
Universidad de Chile: 2024
- Supercopa de Chile: 1

Universidad Católica: 2019

### Nazionale
- Torneo di Tolone: 1

2009
- Coppa America: 1

USA 2016

### Individuale
- Miglior portiere del Torneo di Tolone: 1

2009
- Calciatore cileno dell'anno: 1

2013